# Wehrkirche Triebel
Die Wehrkirche Triebel ist ein Kirchengebäude in Triebel/Vogtl. im sächsischen Vogtlandkreis. Das Gebäude befindet sich auf dem Triebeler Kirchberg, einer Anhöhe über der Gemeinde.

## Lage
Der befestigte mittelalterliche Kirchhof mit der Wehrkirche befindet sich im Südostteil von Untertriebel an der Spornspitze des nach NW gerichteten Kirchberges über dem Triebelbach.

## Geschichte

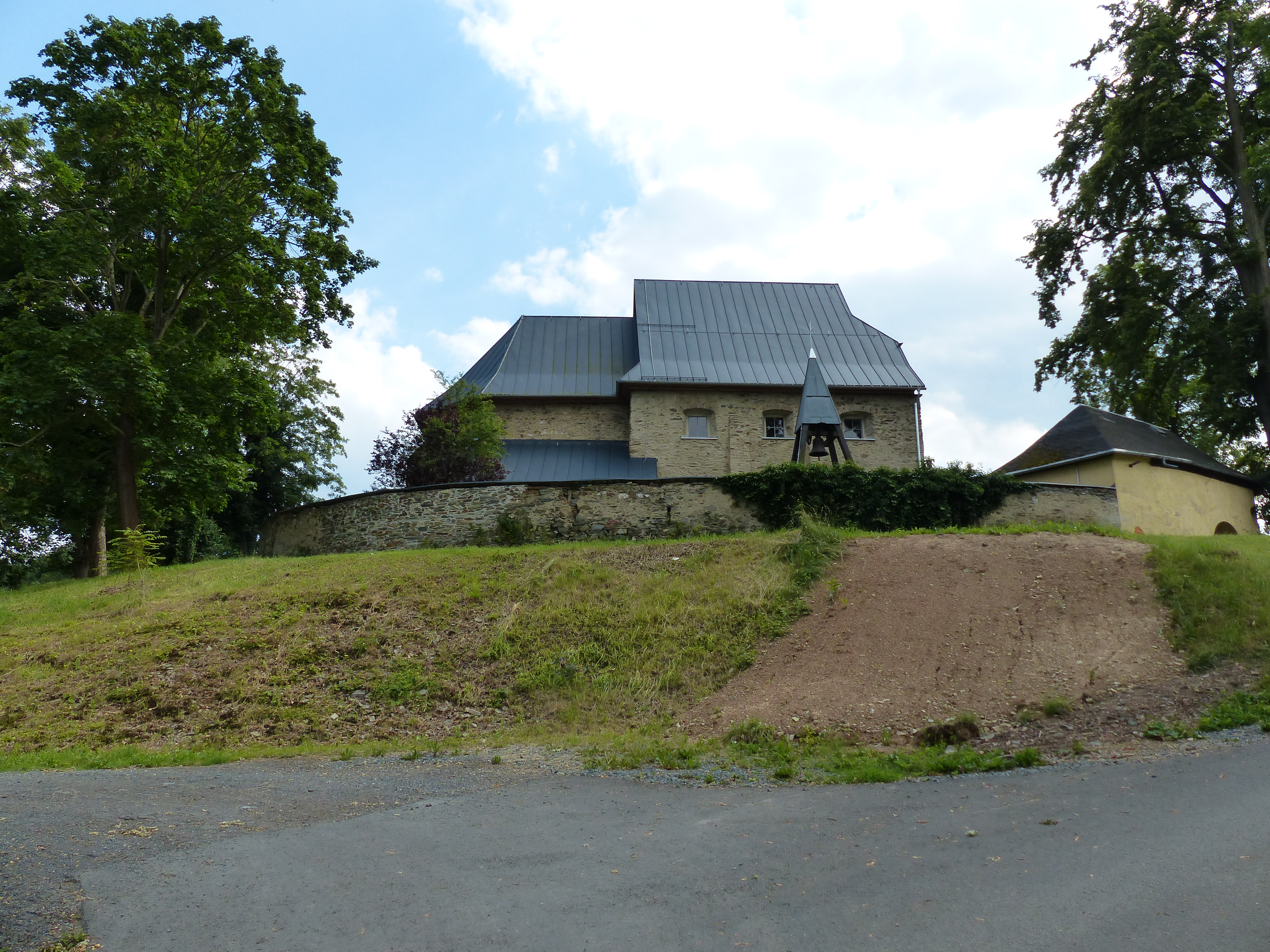
Wehrkirche Triebel (2018)

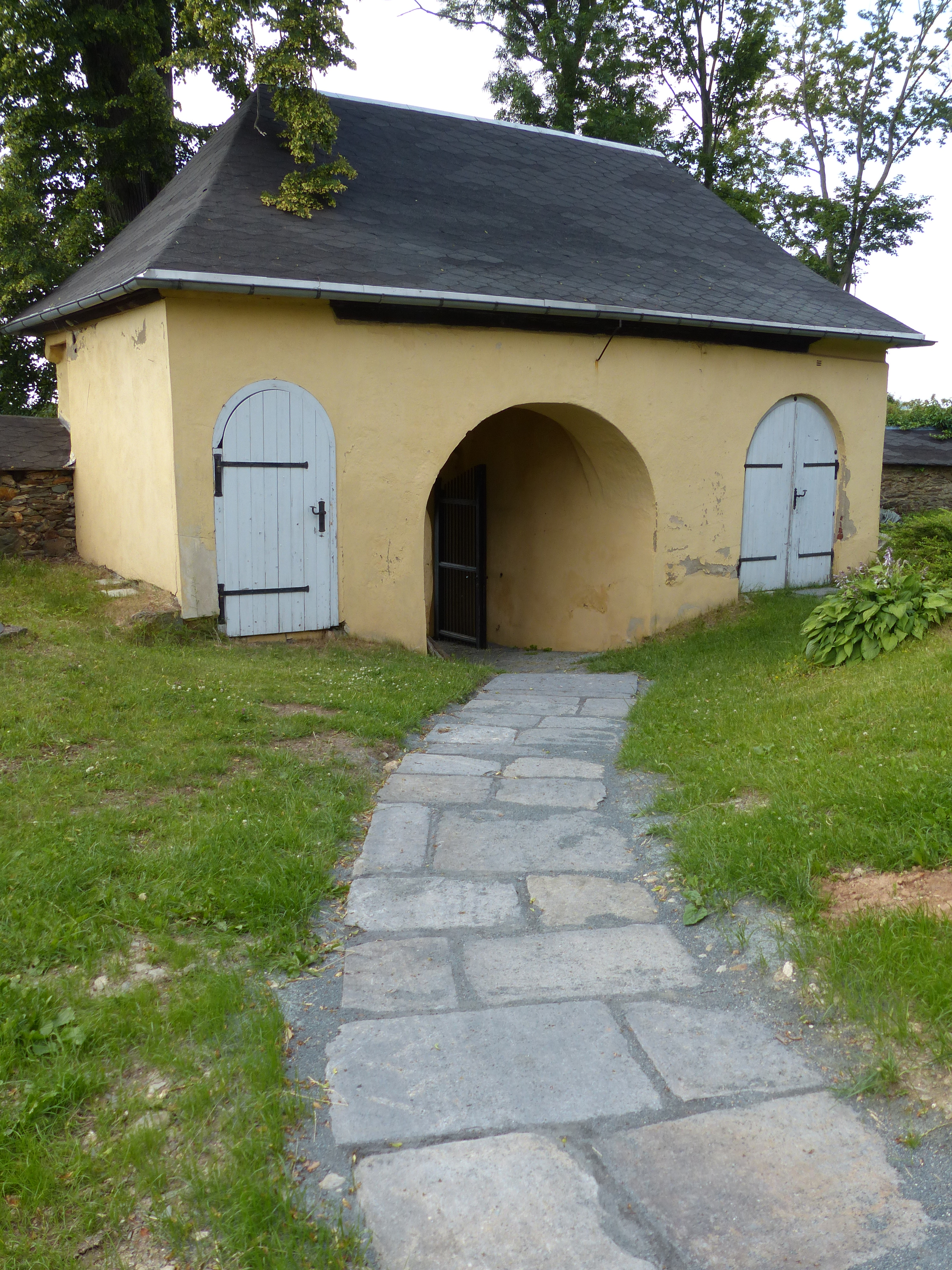
Torhaus (2018)

Die Ägidienkirche wurde als Pfarrkirche erstmals 1380 urkundlich erwähnt, 1535 nahm die Wehrkirche ihre heutige Gestalt an. Da die Gründung über St. Lorenz in Hof im Bistum Bamberg erfolgte, gehörte Triebel über Jahrhunderte zu den sogenannten Streitpfarren. Die Kirche erhielt 1731 einen Kanzelaltar.
Im Jahr 1975 wurde der letzte Gottesdienst gefeiert; die Kirche war baufällig. Die Nähe zur innerdeutschen Grenze war einer der Gründe für die Entscheidungsträger der DDR, die Kirche dem Verfall preiszugeben. Am 5. Juli 1988 stürzte der Kirchturm ein.
Am 12. März 1973 war das Areal des befestigten Kirchhofes ("Kirchberg" in Untertriebel) als Bodendenkmal eingetragen worden.
Nach der friedlichen Revolution in der DDR fanden erste Sicherungsmaßnahmen statt, und 2008 gründete sich ein Förderverein zum Wiederaufbau der Kirche. Seitdem wird von Jahr zu Jahr an der Instandsetzung und Renovierung kontinuierlich gearbeitet, für 2018 ist die Fertigstellung geplant. Die Kirche ist ein Kulturdenkmal.
Die Kirche ist Ausgangspunkt des „Wanderwegs zu Schicksalorten“. Der Wanderweg erinnert mit seinen Stationen an die ehemalige innerdeutsche Grenze einschließlich der Wüstungen Hasenreuth, Troschenreuth und Ebersberg.